# NGC 395

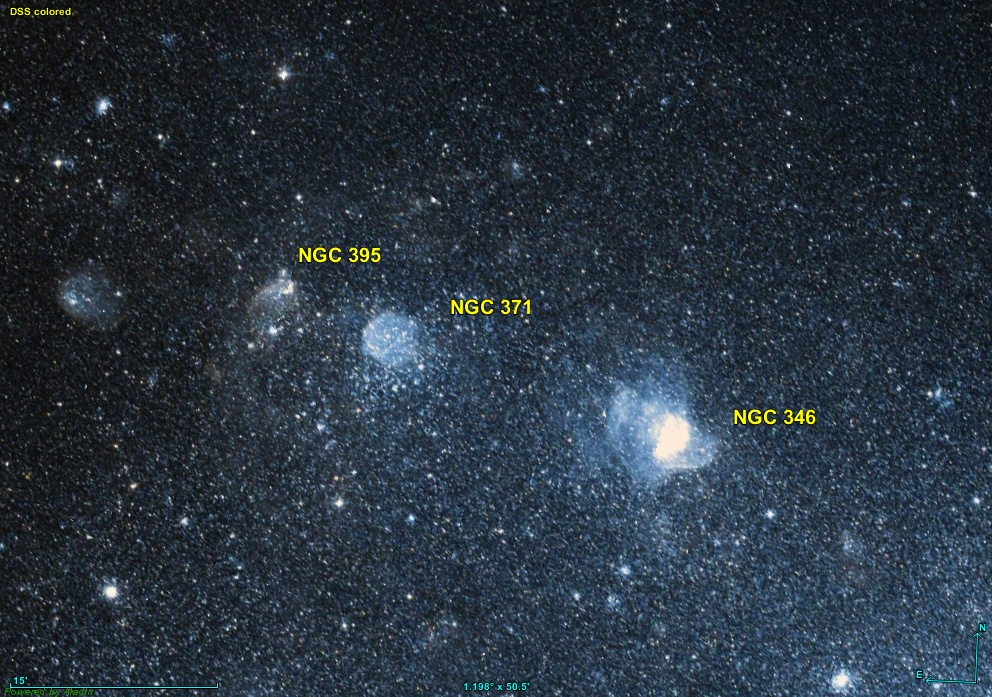
On peut comparer la dimension apparente de NGC 395 avec celles de NGC 346 et de NGC 371 sur cette image

NGC 395 est un amas ouvert du Petit Nuage de Magellan situé dans la constellation du Toucan. NGC 395 a été découvert par l'astronome écossais James Dunlop en 1826.
Les valeurs données pour la dimension apparente de NGC 395 ne concordent pas du tout : 4 ′ sur le site du professeur Seligman, 17,00 sur le site spider.seds.org et 1,50 
Simbad. En comparant NGC 395 avec ses voisins NGC 346 et NGC 371 dont les plus
grandes dimensions apparentes sont respectivement de 14 ′ et de 7,5 ′, la meilleure des trois valeurs semble être 4 ′. D'ailleurs, la mesure directe sur l'image faite à l'aide du logiciel Aladin donne environ 4,1 ′.
.